# Papa Moll (film)
Pour plus de détails, voir Fiche technique et Distribution.
Papa Moll est un film suisse, réalisé par Manuel Flurin Hendry et sorti en 2017. Il est inspiré du personnage de bande-dessinée suisse Papa Moll, créé par Edith Oppenheim-Jonas en 1952. Le titre complet est Papa Moll und die Entführung des fliegenden Hundes (Palpa Moll et le rapt du chien volant).

## Synopsis
Le week-end s'annonce chargé pour Papa Moll, cadre à la chocolaterie de la bourgade de Murmelikon. En effet, la fabrique doit tourner à plein régime pour produire une énorme quantité de marmottes en chocolat, commandées par un gros client chinois. À peine est-il rentré chez lui que sa femme lui annonce qu'elle part immédiatement en week-end wellness à Bad Zurzach. De plus, il a promis à ses trois enfants de les emmener au cirque Pompinelli, en tournée à proximité. Il s'est aussi engagé à y emmener les deux enfants de son directeur. Il ignore que ces derniers sont de vrais garnements, et surtout les ennemis jurés de ses propres enfants.
Pour encore compliquer les choses, la machine à fabriquer les marmottes en chocolat va s'emballer, pendant que les enfants Moll décident d'enlever le « chien volant » du cirque, pour le soustraire aux mauvais traitements du dompteur Rasputin.

## Fiche technique
- Titre : Papa Moll (Papa Moll und die Entführung des fliegenden Hundes)
- Autres titres :  L'extraordinaire week-end de la famille Moll, 2 jours avec Papa
- Langue : Suisse allemand
- Sous-titres : français, italien
- Réalisation : Manuel Flurin Hendry
- Scénario : Manuel Flurin Hendry, Matthias Pacht, Jann Preuss
- Production : Lukas Hobi, Reto Schärli
- Musique : Fabian Römer
- Photographie : Felix Novo de Oliveira
- Montage : Kaya Inan
- Pays d'origine :  Suisse
- Genre : Comédie
- Durée : 82 minutes
- Date de sortie : 20 décembre 2017

## Distribution
- Stefan Kurt (VFB : Michel Hinderyckx) : Papa Moll
- Luna Paiano (VFB : Rose Alloing) : Evi, la fille de Papa Moll
- Maxwell Mare (VFB : Gaspard Ringelheim) : Fritz, un fils de Papa Moll
- Yven Hess : Willy, un fils de Papa Moll
- Lou Vogel (VFB : Ambre Van Kriekinge) : Jackie, la fille du directeur de l'usine de chocolat
- Livius Müller Drossaart : Johnny, le fils du directeur
- Isabella Schmid (VFB : Francine Laffineuse) : Madame Moll
- Erich Vock : le sergent de ville Grimm
- Martin Rapold (VFB : Michelangelo Marchese) : Stuss, le directeur de l'usine
- Philippe Graber : Glotz
- Peter Hottinger : Koller
- Elisa Plüss : Friederike Streng
- Gottfried Breitfuss : Pompinelli, le directeur du cirque
- Yevgeni Sitokhin : Rasputin, le dresseur de chien
- Pierre Siegenthaler : Konrad Weich, le fondateur de l'usine de chocolat

## Autour du film
- Le film a été tourné à Bad Zurzach, à Baden et Strengelbach, les prises de vue d'intérieur ont été tournées en Allemagne (Köln et Görlitz)[1].
- L'acteur qui joue le rôle de Johnny, le fils du directeur de l'usine, Livius Müller Drossaart, est le fils de l'acteur suisse Hanspeter Müller[2].

## Accueil et critiques
Le film est plutôt bien accueilli. Antoine Duplan, dans Le Temps, évoque une comédie familiale qui « distille avec humour et tendresse la quintessence de la suissitude » mais qui « ne pèche pourtant pas par mièvrerie », grâce à une forte touche de second degré. Plus mitigée, la Neue Zürcher Zeitung, sous la plume d'Urs Bühler, salue le jeu des acteurs mais s'affirme déçue du résultat, en dépit de gros investissements humains, techniques et financiers (5,5 millions de francs suisses).

## Récompenses
- 2018 : Prix du meilleur montage pour Kaya Inan, décerné par l'Office fédéral de la culture[5].